# Мерсийский полк
Мерсийский полк (чеширский, вустерский, егерский и стаффордский) (англ. Mercian Regiment (Cheshire, Worcesters and Foresters, and Staffords)) — пехотный полк британской армии, который набирается из пяти графств, расположенных на месте древнего королевства Мерсия. Известный как «сердце английской пехоты», он был сформирован 1 сентября 2007 года путем объединения трёх пехотных полков. С момента своего формирования полк провел пятнадцать оперативных развёртываний.

## История
О создании полка было объявлено 16 декабря 2004 года тогдашним министром обороны Джеффом Хуном и генералом сэром Майком Джексоном в рамках реструктуризации британской пехоты — он состоял из трех регулярных батальонов плюс территориальный батальон и был создан путём слияния трёх однобатальонных полков.
Предшествующими полками были: 1-й батальон Чеширского полка, 1-й батальон полка вустерширско-шервудских егерей и 1-й батальон Стаффордширского полка. Резервный Западномидлендский полк с элементами Его Величества и Чеширского полка (King’s and Cheshire Regiment) и полка Восточной Англии сформировал 4-й батальон Мерсийского полка.
Первоначально в полку было 3 батальона регулярной армии и один батальон армейского резерва, хотя 3-й батальон был расформирован в рамках реорганизации британской армии в июле 2014 г. Он входил в состав 7-й бронетанковой бригады, базировавшейся в немецком Бад-Фаллингбостеле Полк был реорганизован в сентябре 2022 г., когда 2-й батальон объединился с 1-м батальоном.
Полк был развёрнут в Афганистане (Операции Херрик 6, Херрик 10, Херрик 12, Херрик 14, Херрик 15, Херрик 17 и Херрик 19) и в Ираке (Телик 11).
В 2017 году полк перешел в состав дивизии Его Величества.

## Структура
Штаб полка расположен в Уиттингтоне в Личфилде, а выездные пункты — в Честере и Ноттингеме.
С момента своего формирования в 2007 году 1-й батальон участвовал в пяти оперативных поездках: одна в Ирак, две в Афганистан, одна в Украину и одна в Эстонию. Это механизированный батальон, входящий в состав 12-й бронетанковой бригады, базирующейся в лагере Булфорд, Англия.
4-й батальон — это резервный механизированный батальон полка. В состав батальона, штаб которого расположен в Вулвергемптоне и Киддерминстере, Англия, входят 2 стрелковые роты, рота поддержки и штабная рота.

## Полковой музей
Мерсийский полк поддерживает четыре музея, в которых хранятся коллекции Мерсийского полка и полков его предшественников:
- Музей Мерсийского полка (коллекция WFR) в Ноттингеме.
- Музей Стаффордширского полка в Уиттингтоне, Стаффордшир.
- Чеширский военный музей в Честере.
- Музей Мерсийского полка (Вустер) в Вустере.

## Полковые отличия

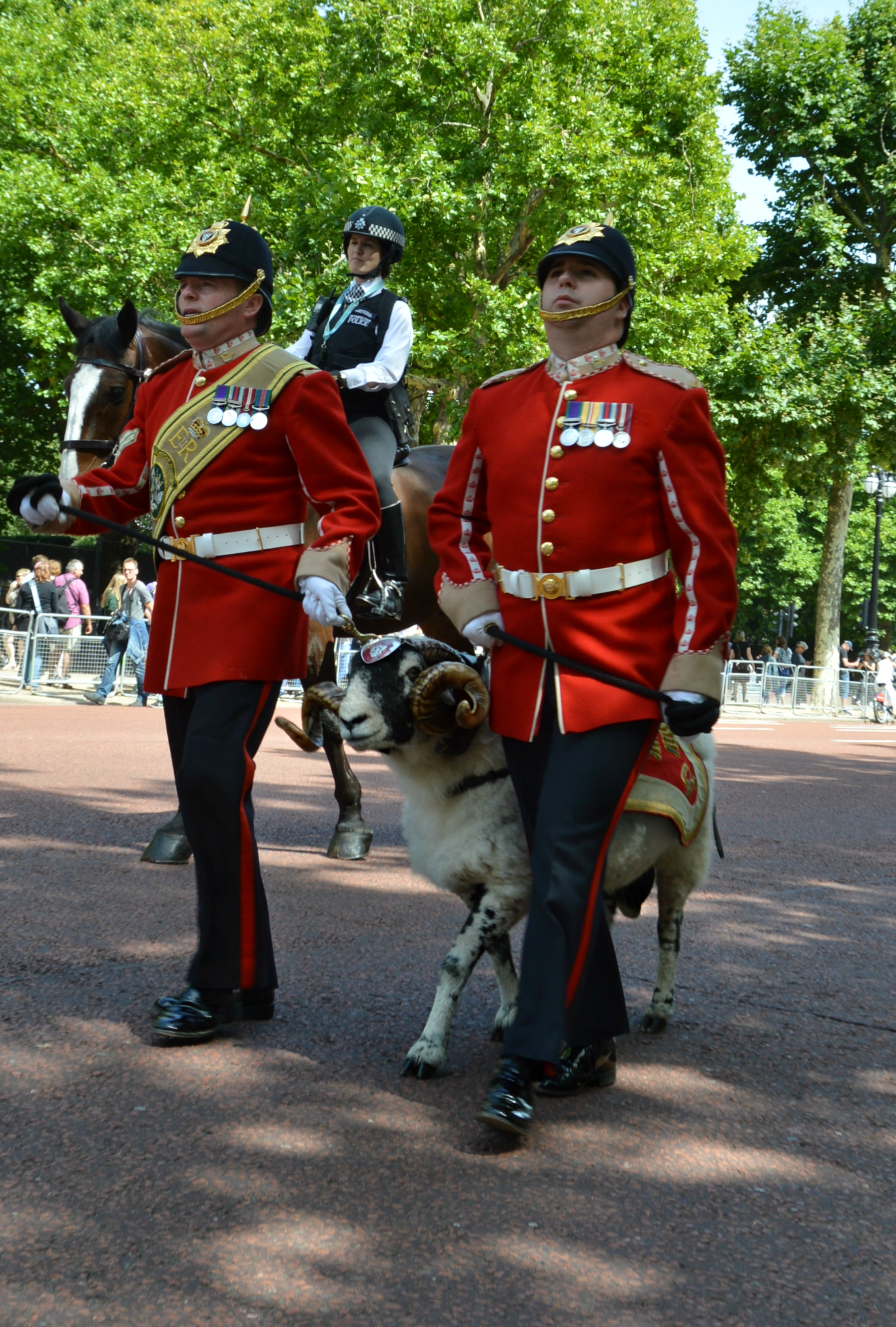
Рядовой Дерби XXX — суэйлдейльский баран и талисман Мерсийского полка

### Нагрудный знак
Нагрудный знак полка представляет собой двуглавого мерсийского орла с саксонской короной. Он был выбран потому, что образует связь с районом комплектования полка, который охватывает ряд разнородных графств, не имеющих современных традиционных связей, связывало их только нахождение на территории древнего королевства Мерсия (в отличие от других новых полков из Шотландии, Уэльса и Йоркшира). Изначально предполагалось использовать старый значок Мерсийской бригады, который носили Чеширский полк, Стаффордширский полк, Вустерширский полк и Шервудский егерский полк с 1958 по 1968 год, вместо того, чтобы создавать объединённый значок, который бы потребовал элементов от всех предшественников. В 2005 году этот значок был отклонён Комитетом по армейской форме одежды на том основании, что это был значок территориального подразделения «Мерсийские добровольцы», которое было младше объединяющихся полков. В связи с этим был принят несколько измененный дизайн с двумя цветами металла.
В 2012 году, после объявления о расформировании 3-го батальона (бывшего Стаффордширского полка), в армию было подано предложение об изменении названия Мерсийского полка, чтобы отразить всю его родословную и сохранить имя Стаффордов. В июле 2014 года это предложение было одобрено, и полк был переименован в Мерсийский полк (чеширский, вустерский и егерский, а также стаффордский).

### Талисман
«Дерби» — баран суэйлдейлской породы, является талисманом полка — традиция, унаследованная от Вустерширского и шервудского егерского полка. 30-я итерация талисмана была известна как младший капрал Дерби XXX, до того как он умер 27 ноября 2015 г. Его преемник, известный как рядовой Дерби XXXI, был объявлен 20 февраля 2016 г., но он умер 1 сентября 2017 г.
В декабре 2017 года рядовой Дерби XXXII был представлен полку герцогом и герцогиней Девонширскими в Чатсуорт-хаус. Рядовой Дерби был принят бригадным генералом Уильямсом, полковником полка.
Рядовой Дерби возглавил карнавал в Тамворте в 2019 году. По словам его кураторов, это был самый длинный марш рядового Дерби на сегодняшний день.
Полк также поддерживает тесные связи через свой полковой штаб с бывшим талисманом Стаффордширского полка, Сторожем, который теперь выполняет свои обязанности в составе Ассоциации Стаффордширского полка.

### Униформа
В форму Мерсийского полка включены различные «золотые нити», представляющие традиции подразделений-предшественников:
- Нарукавный знак: золотой проволочный стаффордский узел и планерный значок с основой из материала Brown Holland на черной фетровой нашивке Стаффордширского полка[30].
- Воротниковый значок: дубовые листья и жёлудь от Чеширского полка в сочетании с девизом Firm от Вустерширского полка[30].
- Облицовочный цвет (Facing colour): палевый цвет (цвет буйволовой кожи), от Чеширского полка. Носится на полном парадном мундире, парадном мундире и в качестве нашивки на парадных погонах № 1[30].
- Меч-лягушка на портупее происходит от Вустерширского полка[31].
- Значки офицерских званий будут цвета бронзы/пушечного металла, от Северостаффордширского полка[англ.][30].
- Значки званий уорент-офицеров и сержантов: чёрная подложка от Стаффордширского полка[30].
- Подложка для фуражного значка: квадратная подложка из ткани цвета зелёный «линкольн», носимая за значком на берете, от Шервудских егерей[30].
- Шнурки: первоначально каждый батальон носил на форме № 2 шнурок определённого цвета: вишнёвый для 1-го батальона, зелёный линкольн для 2-го, чёрный для 3-го и синий мерсийский для 4-го. Полковой образец с переливами вишнёвого цвета, палевый цвет и зелёного цвета носили те, кто служил вне полка: сейчас этот разноцветный шнурок носят все в полку[30].
- Тактические опознавательные знаки: ТОЗ полка представляет собой ромб из тремя вертикальными полосами: с      вишнёвой полосой слева,      палевый цвет посередине и      зелёным линкольном справа. Каждый батальон также имеет свой собственный, 1-й и 2-й батальоны используют мигалки своего предшествующего полка, палевый и вишнёвый для 1-го и вишнёвый и линкольн-зеленый для 2-го. 3-й батальон имеет чёрный ромб со стаффордским узлом, а 4-й батальон — синий ромб с мерсийским орлом[30].
- Полковая фуражка: чёрная с внутренней складкой палевого цвета и зелёными околышем и козырьком. Значок на фуражке вышит серебряной и золотой нитями[30].
- Пуловер: палевого цвета, носится офицерами и старшинами Чеширского полка[30].
- Конюшенный ремень: палевого цвета, от Чеширского полка, с бронзовым медальоном с эмблемой фуражки из латуни[30].

### Оркестр
Оркестр Мерсийского полка базируется в Вулвергемптоне и состоит из музыкантов-добровольцев, среди которых много гражданских лиц. Оркестр принимает участие в различных международных, национальных и местных парадах/фестивалях и концертах. В последние годы оркестр посетил такие страны, как Кипр, участвовал в таких мероприятиях, как Букстонское военное тату (Buxton Military Tattoo), а в 2014 году стал первым и единственным резервным оркестром, базирующимся за пределами Лондона, который выступал во время смены гвардии королевы в Букингемском и Сент-Джеймсском дворцах. Кроме того, оркестр принимал участие в торжественном отступлении Дворцовой дивизии на параде Конной гвардии. Одним из наиболее известных руководителей оркестра был капитан Энтони Ходжеттс, который, пройдя путь от оркестров британской армии, двенадцать лет служил директором по музыке Королевской армии Омана.
1 июня 2019 года оркестр Мерсийского полка возглавил карнавал в Тамворте, находящийся возле Бирмингема. По словам музыкантов, это был самый длинный марш, который оркестр совершил на сегодняшний день.
10 октября 2019 года горнистка Мерсийского полка г-жа Вайкс исполнила Last Post and Rouse в Национальном мемориальном дендрарии. Затем он также исполнил последний пост и позу на военном мемориале в церкви Святой Эдиты в Тамворте, который является исторической столицей Мерсии.

## Преемственность
| 1880 | 1881 реформы Чайлдерса | 1921 | 1957 | 1966                                                                                          | 1990                                                                                          | 2003                                   |
| --- | --- | --- | --- | --------------------------------------------------------------------------------------------- | --------------------------------------------------------------------------------------------- | -------------------------------------- |
| 22-й (чеширский) пехотный полк (22nd (Cheshire) Regiment of Foot)                                                          | Чеширский полк (The Cheshire Regiment) | Чеширский полк (The Cheshire Regiment) | Чеширский полк (The Cheshire Regiment) | Чеширский полк (The Cheshire Regiment)                                                        | Чеширский полк (The Cheshire Regiment)                                                        | Мерсийский полк (The Mercian Regiment) |
| 29-й (вустерширский) пехотный полк (29th (Worcestershire) Regiment of Foot)                                                | Вустерширский полк (The Worcestershire Regiment) | Вустерширский полк (The Worcestershire Regiment) | Вустерширский полк (The Worcestershire Regiment) | Вустерширский и шервудский егерский полк (The Worcestershire and Sherwood Foresters Regiment) | Вустерширский и шервудский егерский полк (The Worcestershire and Sherwood Foresters Regiment) | Мерсийский полк (The Mercian Regiment) |
| 36-й (херефордширский) пехотный полк (36th (Herefordshire) Regiment of Foot)                                               | Вустерширский полк (The Worcestershire Regiment) | Вустерширский полк (The Worcestershire Regiment) | Вустерширский полк (The Worcestershire Regiment) | Вустерширский и шервудский егерский полк (The Worcestershire and Sherwood Foresters Regiment) | Вустерширский и шервудский егерский полк (The Worcestershire and Sherwood Foresters Regiment) | Мерсийский полк (The Mercian Regiment) |
| 45-й (ноттингемширский) (шервудский егерский) пехотный полк (45th (Nottinghamshire) (Sherwood Foresters) Regiment of Foot) | Шервудские егеря (дербиширский полк) (The Sherwood Foresters (Derbyshire Regiment)) переименован в 1902: Шервудские егеря (ноттингемширско-дербиширский полк) (The Sherwood Foresters (Nottinghamshire and Derbyshire Regiment)) | Шервудские егеря (дербиширский полк) (The Sherwood Foresters (Derbyshire Regiment)) переименован в 1902: Шервудские егеря (ноттингемширско-дербиширский полк) (The Sherwood Foresters (Nottinghamshire and Derbyshire Regiment)) | Шервудские егеря (дербиширский полк) (The Sherwood Foresters (Derbyshire Regiment)) переименован в 1902: Шервудские егеря (ноттингемширско-дербиширский полк) (The Sherwood Foresters (Nottinghamshire and Derbyshire Regiment)) | Вустерширский и шервудский егерский полк (The Worcestershire and Sherwood Foresters Regiment) | Вустерширский и шервудский егерский полк (The Worcestershire and Sherwood Foresters Regiment) | Мерсийский полк (The Mercian Regiment) |
| 95-й (дербиширский) пехотный полк (95th (Derbyshire) Regiment of Foot)                                                     | Шервудские егеря (дербиширский полк) (The Sherwood Foresters (Derbyshire Regiment)) переименован в 1902: Шервудские егеря (ноттингемширско-дербиширский полк) (The Sherwood Foresters (Nottinghamshire and Derbyshire Regiment)) | Шервудские егеря (дербиширский полк) (The Sherwood Foresters (Derbyshire Regiment)) переименован в 1902: Шервудские егеря (ноттингемширско-дербиширский полк) (The Sherwood Foresters (Nottinghamshire and Derbyshire Regiment)) | Шервудские егеря (дербиширский полк) (The Sherwood Foresters (Derbyshire Regiment)) переименован в 1902: Шервудские егеря (ноттингемширско-дербиширский полк) (The Sherwood Foresters (Nottinghamshire and Derbyshire Regiment)) | Вустерширский и шервудский егерский полк (The Worcestershire and Sherwood Foresters Regiment) | Вустерширский и шервудский егерский полк (The Worcestershire and Sherwood Foresters Regiment) | Мерсийский полк (The Mercian Regiment) |
| 38-й (1-й стаффордширский) пехотный полк (38th (1st Staffordshire) Regiment of Foot)                                       | Южностаффордширский полк (The South Staffordshire Regiment) | Южностаффордширский полк (The South Staffordshire Regiment) | Стаффордширский полк (принцессы Уэльской) (The Staffordshire Regiment (Prince of Wales’s)) | Стаффордширский полк (принцессы Уэльской) (The Staffordshire Regiment (Prince of Wales’s))    | Стаффордширский полк (принцессы Уэльской) (The Staffordshire Regiment (Prince of Wales’s))    | Мерсийский полк (The Mercian Regiment) |
| 80-й (стаффордширский добровольческий) пехотный полк (80th (Staffordshire Volunteers) Regiment of Foot)                    | Южностаффордширский полк (The South Staffordshire Regiment) | Южностаффордширский полк (The South Staffordshire Regiment) | Стаффордширский полк (принцессы Уэльской) (The Staffordshire Regiment (Prince of Wales’s)) | Стаффордширский полк (принцессы Уэльской) (The Staffordshire Regiment (Prince of Wales’s))    | Стаффордширский полк (принцессы Уэльской) (The Staffordshire Regiment (Prince of Wales’s))    | Мерсийский полк (The Mercian Regiment) |
| 64-й (2-й стаффордширский) пехотный полк (64th (2nd Staffordshire) Regiment of Foot)                                       | (Северостаффордширский полк) принца Уэльского (The Prince of Wales’s (North Staffordshire Regiment)) | Северостаффордширский полк (принца Уэльского) (The North Staffordshire Regiment (Prince of Wales’s)) | Стаффордширский полк (принцессы Уэльской) (The Staffordshire Regiment (Prince of Wales’s)) | Стаффордширский полк (принцессы Уэльской) (The Staffordshire Regiment (Prince of Wales’s))    | Стаффордширский полк (принцессы Уэльской) (The Staffordshire Regiment (Prince of Wales’s))    | Мерсийский полк (The Mercian Regiment) |
| 98-й (принца Уэльского) пехотный полк (98th (Prince of Wales’s) Regiment of Foot)                                          | (Северостаффордширский полк) принца Уэльского (The Prince of Wales’s (North Staffordshire Regiment)) | Северостаффордширский полк (принца Уэльского) (The North Staffordshire Regiment (Prince of Wales’s)) | Стаффордширский полк (принцессы Уэльской) (The Staffordshire Regiment (Prince of Wales’s)) | Стаффордширский полк (принцессы Уэльской) (The Staffordshire Regiment (Prince of Wales’s))    | Стаффордширский полк (принцессы Уэльской) (The Staffordshire Regiment (Prince of Wales’s))    | Мерсийский полк (The Mercian Regiment) |

## Старшинство
| Старший полк Королевский йоркширский полк | Пехотный порядок старшинства | Младший полк Королевский валлийский полк |